# Reinalda Marisa Lanfredi
Reinalda Marisa Lanfredi (Rio de Janeiro, 2 de janeiro de 1947 – 15 de março de 2009) foi uma parasitologista brasileira. Foi pioneira na utilização da  microscopia eletrônica de varredura para estudos morfológicos em nematoides tricurídeos. 
Os trabalhos publicados por Reinalda  e sua equipe serviram de base para uma geração de cientistas que passaram a levar em consideração detalhes morfológicos refinados que auxiliaram na identificação de espécies novas, principalmente de helmintos de importância médico/veterinária.

## Biografia
Reinalda nasceu em 1947, na cidade do Rio de Janeiro. Era filha de Hilda Irene Potthoff Lanfredi e Paulo Lanfredi. Completou o ensino médio em 1967, no Colégio Estadual Freire Alemão, em Campo Grande, Rio de Janeiro. Ingressou no Curso de Biologia do Instituto de Biologia da Universidade Federal do Rio de Janeiro, onde obteve o grau de Bacharel em Biologia Marinha.
Como estagiária, participou dos trabalhos de pesquisas do Laboratório de Microrganismos Marinhos do Departamento de Biologia Marinha do Instituto de Biologia da UFRJ, do Laboratório de Assessoria de Pesquisa e Extensão Pesqueira da Superintendência do desenvolvimento da Pesca, SUDEPE, e no Laboratório de Malacologia da Área de Parasitologia Veterinária, da Universidade Federal Rural do Rio de Janeiro.
Iniciou o curso de Pós-Graduação em Medicina Veterinária - Parasitologia Veterinária, em 1981, sendo bolsista do Conselho Nacional de Desenvolvimento Científico e Tecnológico (CNPq). Em sua dissertação de Mestrado(defendida em 21 de dezembro de 1983) onde apresentou um estudo sobre nematódeos ciatostomíneos parasitos de cavalos da cidade de Itaguaí /RJ. Foi com este trabalho que Reinalda Lanfredi começou a se dedicar a Parasitologia, especificamente a Helmintologia. Em 1986, ingressou como professora visitante no Instituto de Biofísica Carlos Chagas Filho da Universidade Federal do Rio de Janeiro, onde desempenhou atividades de docência e pesquisa.
Em 1990, defendeu sua Tese de Doutorado utilizando a microscopia eletrônica de varredura para estudos morfológicos em nematódeos trichurídeos. Reinalda Lanfredi foi pioneira na utilização desta técnica como ferramenta na Taxonomia de parasitos. Os trabalhos publicados por ela e sua equipe serviram de base para uma geração de cientistas que passaram o levar em consideração detalhes morfológicos refinados que auxiliaram na identificação de espécies novas, principalmente de helmintos de importância médico/veterinária. Foram mais de 55 artigos publicados em periódicos nacionais e internacionais com colaboração com diversas instituições de pesquisa e ensino.
O entusiasmo com que Reinalda Lanfredi falava sobre a Helmintologia demonstrava a paixão que tinha pelas pesquisas que desenvolvia. E esta maneira de falar era entusiasmante, e facilmente estimulava novos alunos e pesquisadores a se dedicaram às pesquisas ao tema. Muitos dos seus alunos são hoje professores e/ou pesquisadores em importantes Universidades e Institutos de pesquisa no Brasil.

## Morte
Reinalda morreu na cidade do Rio de Janeiro, em 15 de março de 2009, aos 62 anos. Seu falecimento da Reinalda foi lembrado pela American Society of Parasitologists, onde recebeu uma homenagem post mortem, ressaltando sua dedicação ao Laboratório de Biologia de Helmintos Otto Wucherer do Instituto de Biofísica Carlos Chagas Filho, Universidade Federal do Rio de Janeiro.

## Homenagens
Seu nome é homenageado na Universidade Federal do Pará, onde estimulou a formação da linha de pesquisa em Helmintologia no Instituto de Ciências Biológicas. O antigo Laboratório de Biologia Celular se chama hoje Laboratório de Biologia Celular e Helmintologia Profa. Dra. Reinalda Marisa Lanfredi.